# Biserica „Sf. Nicolae” din Bâscenii de Jos
Biserica „Sf. Nicolae” din Bâscenii de Jos este un monument istoric aflat pe teritoriul satului Bâscenii de Jos, comuna Calvini. În Repertoriul Arheologic Național, monumentul apare cu codul 45771.01.01, 45771.01.02.